# Allocosa gabesia
Allocosa gabesia este o specie de păianjeni din genul Allocosa, familia Lycosidae, descrisă de Roewer, 1959.
Este endemică în Tunisia. Conform Catalogue of Life specia Allocosa gabesia nu are subspecii cunoscute.